# Paracassina
Paracassina is een geslacht van kikkers uit de familie rietkikkers (Hyperoliidae). De groep werd voor het eerst wetenschappelijk beschreven door Mario Giacinto Peracca in 1907. Oorspronkelijk werd de wetenschappelijke naam Rothschildia gebruikt.
Er zijn twee soorten die leven in delen van Afrika en endemisch voorkomen in centraal Ethiopië. Beide soorten hebben een lichtbruine basiskleur met donkerbruine, ronde vlekken aan de bovenzijde.

## Soorten
Geslacht Paracassina
- Soort Paracassina kounhiensis
- Soort Paracassina obscura

Acanthixalus · 
Afrixalus · 
Alexteroon · 
Arlequinus · 
Callixalus · 
Chrysobatrachus · 
Cryptothylax · 
Heterixalus · 
Hyperolius · 
Kassina · 
Kassinula · 
Morerella · 
Opisthothylax · 
Paracassina · 
Phlyctimantis · 
Semnodactylus · 
Tachycnemis